# Blumberg-Zeichen
Als Blumberg-Zeichen bezeichnet man ein klinisches Zeichen einer örtlichen Bauchfellentzündung (Peritonitis), das zu den Appendizitis-Zeichen gezählt wird. Nach dem langsamen manuellen Eindrücken der Bauchdecke im linken Unterbauch wird beim abrupten Nachlassen des Druckes ein scharfer Schmerz in der von der Entzündung betroffenen Region, im rechten Unterbauch mit Sitz der Appendix, ausgelöst. Bei fortgeschrittener Bauchfellentzündung ist der Schmerz auch bei plötzlich nachlassendem Druck im linken Unterbauch rechts wahrnehmbar, das Phänomen wird als gekreuzter bzw. kontralateraler Loslassschmerz bezeichnet.
Das Auslösen des Blumberg-Zeichens ist wenig spezifisch für eine Appendizitis, ebenso wie die Nicht-Auslösbarkeit eine solche nicht ausschließt. Das Zeichen ist daher nur im Kontext mit anderen klinischen Befunden zu verwerten.
Das Blumberg-Zeichen ist nach Jacob Moritz Blumberg (1873–1955), einem deutsch-jüdischen Chirurgen, benannt.

## Originalbeschreibung
- M. Blumberg: Über ein diagnostisches Symptom bei Appendicitis. Münchener medizinische Wochenschrift, 1907, 24.[3]